# Халме, Лайла
Лайла Синикка Халме (фин. Laila Sinikka Halme; урожд. Соппи, фин. Soppi; 4 марта 1934, Яаски — 28 ноября 2021) — финская певица, представлявшая свою страну на конкурсе песни Евровидение 1963.
На песенном конкурсе певица исполнила песню «Muistojeni laulu» (рус. Песня моих воспоминаний). Не набрав ни одного балла, вместе с участниками от Швеции, Голландии и Норвегии, Лайла Халме заняла последнее место. Это был первый раз за историю участия Финляндии на Евровидении, когда эта страна занимала последнее место (всего — девять раз).
Является матерью финского музыканта Марко-Юсси Халме.
Умерла 28 ноября 2021 года.